# Parade (balletto)
Parade è un balletto in un atto del 1917 con musica di Erik Satie su soggetto di Jean Cocteau. La coreografia originale fu di Léonide Massine per la compagnia dei Balletti russi di Sergej Djagilev, la direzione artistica (sipario, scene e costumi) fu di Pablo Picasso. L'opera venne rappresentata per la prima volta il 18 maggio 1917 al Théâtre du Châtelet a Parigi.
Benché il sottotitolo dell'opera sia "Balletto realista", in realtà Parade è considerato una delle tappe cruciali per la nascita del surrealismo, parola che si legge per la prima volta proprio sul programma di sala di Parade scritto da Guillaume Apollinaire.

## Storia
La prima collaborazione di Cocteau con i Balletti Russi avvenne nel 1912 quando egli scrisse il libretto per Le Dieu bleu di Reynaldo Hahn. Nel 1915, quando lo scrittore propose a Djagilev l'idea per un nuovo balletto ambientato in un mondo di fiera con personaggi eccentrici, l'impresario ne fu subito entusiasta: "Stupiscimi" così disse Djagilev a Cocteau.
Nello stesso anno lo scrittore  fece la conoscenza di Erik Satie e fu subito affascinato dal personaggio bizzarro quale era e dalla sua musica totalmente diversa da ogni altra. Cocteau, che per la nuova opera si era ispirato a un dipinto di Georges Seurat, La parata del circo del 1887-1888, propose al musicista di scrivere la partitura e ne parlò anche con Picasso, di cui era amico, per le scene e i costumi. In una successiva riunione nel 1916 con Djagilev e Massine, coreografo scelto per l'opera, lo scrittore propose Satie come autore della musica; l'interesse già suscitato dalle opere innovative e provocatorie del compositore mise tutti d'accordo. Gli accordi definitivi si definirono durante l'estate del 1916. Satie scrisse la partitura in stretta collaborazione col gruppo e la terminò nei primi mesi del 1917.
La prima rappresentazione ebbe luogo a Parigi al Théâtre du Châtelet il 18 maggio 1917 con la direzione orchestrale di Ernest Ansermet. Gli interpreti principali furono Léonide Massine (prestigiatore cinese), Galina Chabelska (bambina americana), Lydia Lopokova (primo acrobata), Nicholas Zverev (secondo acrobata), Léon Woizikowsky (manager di Parigi) e M. Statkewicz (manager di New York).

## Argomento
Parade è un balletto senza trama; si tratta di una "parata" di artisti da fiera che si esibiscono una domenica pomeriggio per strada, allo scopo di attirare i passanti per farli entrare nel loro piccolo teatro, e ogni personaggio dà un saggio del proprio numero.
Due manager, uno parigino e l'altro americano, si danno da fare con atteggiamenti cerimoniosi per attirare le persone. Un prestigiatore cinese si muove come fosse un automa e, con destrezza, fa velocemente apparire e scomparire un uovo. Poi una bambina americana recita varie scene da film come guidare un'automobile, sparare con una pistola, naufragare sul Titanic e alla fine balla un ragtime; successivamente un cavallo sgraziato, mosso da due ballerini, corre e galoppa con movimenti ridicoli. Le esibizioni terminano con due acrobati che si lanciano con un salto mortale ad angelo. Gli artisti invitano ancora la folla che si è radunata a comprare il biglietto, ma nessuno entra: il pubblico in realtà ha già assistito allo spettacolo gratuitamente, per strada. Disillusi e sconsolati gli artisti se ne vanno tra il pianto della bambina e il crollo del cavallo.

## Struttura
- 1. Choral
- 2. Prélude du rideau rouge

Quadro primo
- 3. Prestidigitateur chinois

Quadro secondo
- 4. Petite fille américaine
- 5. Ragtime du Paquebot

Quadro terzo
- 6. Acrobates

Conclusione
- 7. Final

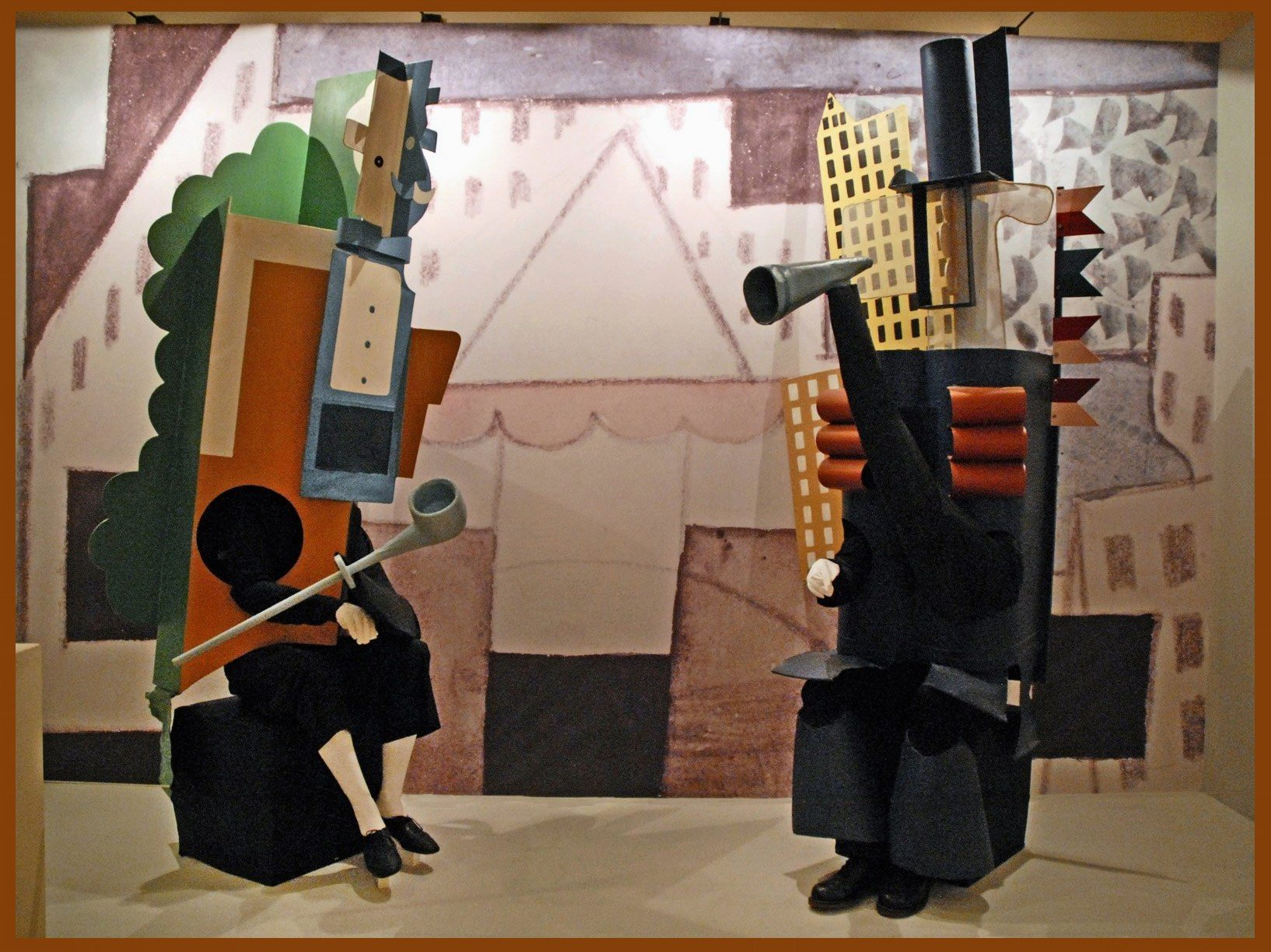
Manager francese e manager americano

- 8. Suite au prélude du rideau rouge

## Le scene e i costumi
L'importanza di Parade, oltre che per la musica di rottura di Satie, sta nel lavoro realizzato da Picasso. Djagilev, ancora una volta, aveva capito il mutamento di clima artistico e intuito che il periodo slavo dei suoi spettacoli era finito. Non chiamò più, infatti, Léon Bakst e Benois per le sue realizzazioni e, attratto come sempre dalle novità, affidò a Picasso il compito di innovare le scene. Fu merito di Cocteau l'esser riuscito a convincere l'artista a lavorare per il teatro. Il cubismo non era più una cosa nuova per il mondo parigino; dai celebri Arlecchini geometrici il pittore spagnolo si stava evolvendo verso uno stile più raffinato; in un periodo di guerra in cui molti suoi colleghi e amici erano al fronte, egli venne improvvisamente colpito dalla perdita della compagna Eva Gouel; il pittore decise allora di buttarsi nell'avventura teatrale e seguire Cocteau a Roma dove Djagilev stava iniziando le prove per il balletto.
È difficile definire semplicemente costumi quelli che realizzò Picasso per Parade. I due imbonitori erano alti quasi tre metri; quello parigino era realizzato da una impalcatura di cartone che nascondeva un danzatore con la testa simile a un cubo e vestito con un accenno di frac. Il manager americano aveva l'aspetto di un grattacielo, indossava pantaloni da cowboy e reggeva un cartello con scritto Parade. Il prestigiatore cinese era addobbato con un'ampia casacca rossa e oro, un buffo copricapo a punte e portava un lungo codino; la bambina americana indossava un vestito da marinaretta e un grosso fiocco bianco nei capelli. 
La parte più notevole realizzata da Picasso fu il Sipario. Egli creò una pittura a tempera su una tela di 16,40 per 10,50 metri e che pesava 45 kg. La scena ritratta è quella di un gruppo di artisti circensi e saltimbanchi, tra cui figura anche un arlecchino. Da un lato è rappresentato un grande cavallo alato sul cui dorso danza una giovane donna anch'essa alata; una scala su cui si arrampica una scimmia, un suonatore di chitarra, una piccola tavola imbandita con dei commensali, un cane e una grossa palla completano la scena che è circondata da grandi tendaggi rossi. 
Il sipario, che, come dimensioni, è la più grande opera realizzata da Picasso, è oggi conservato al Musée National d'art moderne presso il Centro Georges Pompidou di Parigi.

## La musica
Satie dovette accettare l'idea di Cocteau di introdurre nella partitura diversi rumori legati alla vita quotidiana. Lo scopo era quello di ricordare il più possibile un ambiente fieristico e renderlo più vivo. La scrittura di Satie, molto semplice e totalmente lontana dalle sonorità piene della musica romantica, utilizza di preferenza gli elementi poveri dell'orchestra. Nella sua provocazione espressiva la creatività del musicista riuscì a supplire con l'energia degli elementi accessori alla povertà di sviluppo. L'arricchimento della partitura è dato infatti da "rumori" creati appositamente da Satie e dall'introduzione di elementi estranei quali una macchina da scrivere, una rivoltella, una ruota della lotteria, una sirena da nave, una turbina. Gli spunti melodici si rifanno alla musica da fiera, utilizzati volutamente con accenti stranianti e ulteriormente banalizzati da un ritmo basato su tempi uniformi ed esasperati. Questa musica, estremamente semplice e quasi disumanizzata, raggiunge il suo culmine nella rappresentazione dei due managers.
Con Parade per la prima volta si suonò della musica jazz in uno spettacolo teatrale; il ragtime ballato dalla bambina americana è un vero e proprio brano di jazz d'epoca.

## Lo scandalo e il processo
Come voleva Djagilev la rappresentazione stupì fino allo scandalo ed ebbe come risultato di sollevare malumori e ostilità nel pubblico e nella critica. In periodo bellico, con Parigi ancora in guerra, uno spettacolo cabarettistico fortemente di rottura e provocatorio non fu accettato; il pubblico non riuscì a recepire il messaggio troppo innovativo che tentava di opporre un mondo bizzarro, ma poetico e leggero, alla brutalità degli avvenimenti.
Secondo quando detto dal pittore Gabriel Fournier, uno degli scandali più memorabili fu un battibecco tra Cocteau, Satie e il critico musicale Jean Poueigh, che diede al balletto una recensione negativa definendolo "un'offesa per il gusto francese". Satie aveva scritto quindi al critico alcune pesanti lettere tra cui una del 30 maggio in cui diceva: "Monsieur et cher ami, ce que je sais c'est que vous êtes un cul, si j'ose dire, un "cul" sans musique. Signé Erik Satie" ("Signore e caro amico, ciò che io so è che lei è un culo, se posso dire, un "culo" senza musica! Firmato Erik Satie").
Il critico fece perciò causa a Satie per diffamazione; il musicista venne condannato a otto giorni di carcere e a una pesante multa. Durante il processo Cocteau e altri amici di Satie, tra cui Juan Gris, protestarono vivacemente al punto che Cocteau venne arrestato per offesa all'avvocato dell'accusa e fu picchiato dalla polizia per aver ripetutamente urlato "vaffanculo!" in aula. Per interessamento della Principessa di Polignac la pena per Satie fu sospesa fino al 15 marzo 1918.

## Altre realizzazioni
Parade fu ripreso nel 1964 dal Ballet du XXe siècle al Téâtre de la Monnaie a Bruxelles poi a Roma; il 22 marzo 1973 dal Joffrey Ballet con il New York City Ballet; il 22 maggio 1974 al London Coliseum con il London Festival Ballet. Nel 1993 Angelin Preljocaj ha ricreato la coreografia di Parade su invito dell'Opéra di Parigi con le scene del pittore Aki Kuroda.